# Miquel Creus
Miquel Creus Boixaderas (Vich, 1955-Berlín, 14 de noviembre de 2019) fue un escritor español.
Fue conocido por ser el autor de Òpera Àcid, entre otras obras tanto en español y catalán.

## Biografía
Debutó con Gaia...oh! Gaia, a manos de La Magrana, una historia sobre un trío amoroso. Años más tarde, en 1989, Edicions 62 publicó Òpera Àcid, obra sobre la vida de los drogodependientes de la Cataluña de los años 1980 en primera persona donde relata las vivencias de los mercheros con las dificultades de la época y en un periodo en el que el género cinematográfico del cine quinqui estaba en su máximo esplendor. Se trasladó a Alemania, según sus editores, huyendo de estas historias que no quiso rehacer.
Durante los años 1990 poco se supo de Creus y de sus obras hasta que el equipo de Males Herbes estableció contacto con él para reeditar de nuevo su obra.
Falleció el 14 de noviembre de 2019 en la ciudad de Berlín, a causa de un cáncer.

## Obras
Es autor de las siguientes obras:
- 1994, Gaia...oh! Gaia, La Magrana.
- Òpera Àcid, Edicions 62.